# ユリア・モロゾワ
ユリア・モロゾワ（英: Yulia Morozova, Yuliya Morozova, Iuliia Morozova、ロシア語:Ю́лия Моро́зова、1985年1月8日 - ）は、ロシアのバレーボール選手。ポジションはミドルブロッカー。

## 来歴
旧名はユリア・セドワ（Yulia Sedova）。
2007年にロシア代表に初選出される。同年のワールドグランプリで代表デビューした。
北京五輪へは代表メンバーから外れた。2009年のワールドグランプリにて銀メダルを獲得した。ミドルブロッカーながらレセプションを担当していた。
2011年の国際大会から登録名を現在のユリア・モロゾワへ変更した。FIVBワールドグランプリ2011にて4位となり、自身もベストブロッカー賞に輝いた。同年のヨーロッパ選手権に出場した。
2013年のヨーロッパ選手権にて代表に復帰し、同大会で12年ぶりの優勝に貢献した。また、同年のグラチャンバレーに出場、ミドルブロッカー賞の第1位となった。

## 球歴・受賞歴
| クラブ             | 国     | 年          |
| Avtodor-Metar      | ロシア | 2003 - 2011 |
| ディナモ・モスクワ | ロシア | 2011 -      |

受賞歴
- 2011年バレーボール・ワールドグランプリ
  - ベストブロッカー賞[4][5]

- 2013年ワールドグランドチャンピオンズカップ
  - ミドルブロッカー賞 第1位[6][7]